# La pista nera
La pista nera è un film documentario del 1972 diretto da Giuseppe Ferrara .

## Curiosità
- Alcuni frammenti del documentario sono stati riutilizzati dallo stesso regista in un altro suo lavoro: Fascismo ieri e oggi del 1995.